# 乗員上陸
乗員上陸（じょういんじょうりく）とは、外国人である乗員が船舶又は航空機等の乗換え、乗組み、休養、買物その他これらに類する目的による法定の期間内での上陸をいう（出入国管理及び難民認定法16条）。
乗員上陸の許可は、上陸ごとに与えられるのが法文上は原型であるが（同条1項）、定期便の乗員について上陸の都度許可を与えるのは煩雑であるため、有効期限1年の乗員上陸の許可（特に数次乗員上陸許可という。）がされることがある（同条2項）。
申請は、通常の乗員上陸の場合には船長若しくは機長又は運送業者が、数次乗員上陸の場合には運送業者が行う。乗員上陸に当たっては査証は不要であるが、日本国の利益保持の観点から上陸拒否事由が存在する外国人に対しては乗員上陸は認められない（数次乗員上陸許可を受けた乗員が上陸拒否事由に該当するに至った場合には、同許可は取り消される。）。これらの条件が満たされた場合、入国審査官は当該乗員に対して乗員上陸を許可する。
乗員上陸は有効な査証を有していない外国人に対する一時的な上陸を認めたものであるから、上陸時間等に制限が加えられることが通例である。すなわち、上陸時間は通常の上陸許可の場合は7日以内ないし15日以内、航空機の乗員に対する数次上陸許可の場合には個々の上陸から15日以内である。また乗員上陸において報酬を受ける活動を行うことは禁止される。